# Florin Piersic
Florin Piersic (ejtsd:  floˈrin ˈpjersik );   (Kolozsvár, 1936. január 27. –) román színész és televíziós személyiség. Az 1950-es évek végén kezdett filmezni. A Ceaușescu-korszak egyik legismertebb és legnépszerűbb művésze volt, azokban az években készített legjelentősebb filmjeit Magyarországon is bemutatták. Játszott Makk Károly magyar–román koprodukcióban forgatott Bolondos vakáció (1968) című vígjátékában is. Híres szerepe volt Anghel, a rettenthetetlen és férfias betyárkapitány, akit 3 filmben és egy tévésorozatban is megformált. Az 1980-as évek elején egy másik betyárhőst, Margelatu kapitányt játszotta több filmben. 2005 decemberében a „Minden idők legjobb román színésze” címmel tüntették ki. 2006-ban a román tévénézők a 100 legnagyobb román személyiség közé választották, ahol az 51. helyre került.

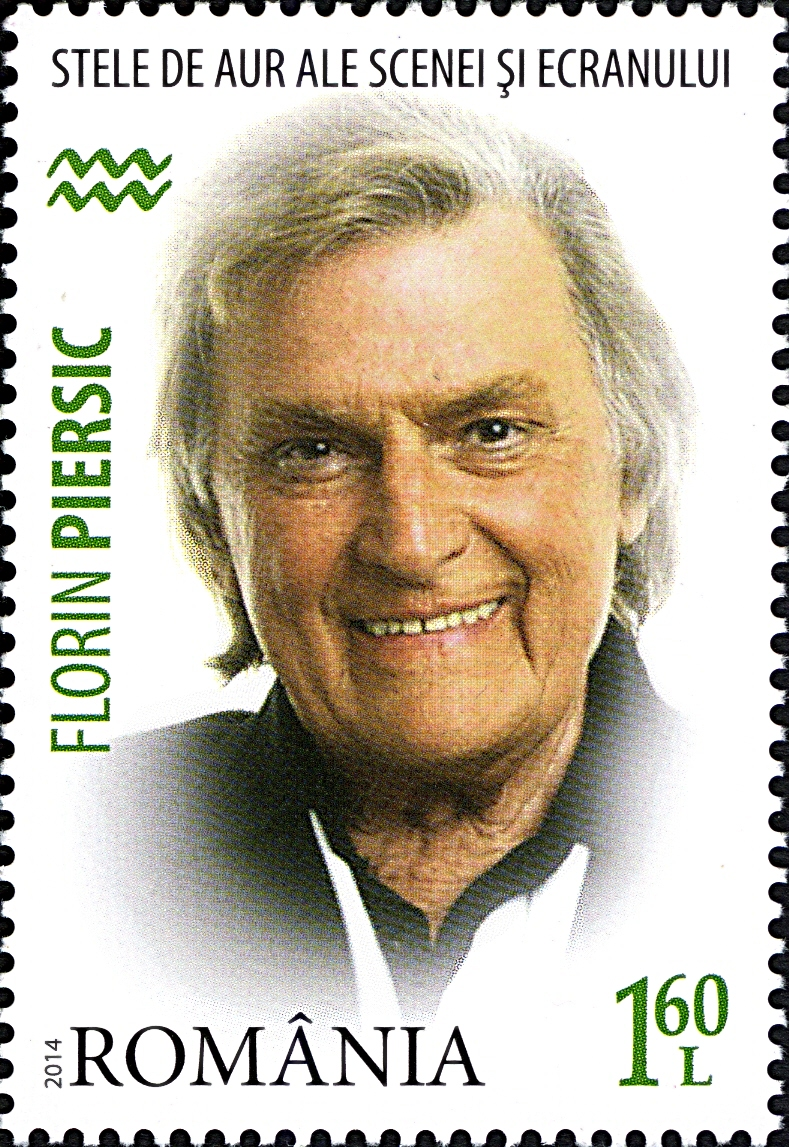
Egy 2014-es bélyegen

## Pályafutása
Florin Piersic középiskolai tanulmányai után Bukarestben elvégezte a Színház- és Filmművészeti Főiskolát. 1957-ben Craiovában kezdte a pályáját, majd 1959-től egészen nyugdíjazásáig a Bukaresti Nemzeti Színház tagja volt. Színpadon kiugró sikert aratott a Száll a kakukk fészkére című darabban, melynek 1320 előadásán lépett színpadra. 1958-ban játszotta első filmszerepét a francia–román koprodukcióban készült A Bărăgan tövisei című filmben, amely Panait Istrati egyik regénye alapján készült. Ezt követően négy filmet is forgatott Ion Popescu-Gopo nemzetközi hírű rendezővel, de a kalandfilmek mestereként számon tartott Mircea Drăgan is felfedezte magának. Első közös munkájuk, a Vérrel megpecsételve (1965) Mihail Sadoveanu egyik regényének adaptációja volt. Legközelebb a Trajanus oszlopa (1968) című román–nyugatnémet koprodukcióban készült látványos történelmi filmben dolgoztak együtt, melyben Piersic Sabinus szerepét alakította Richard Johnson, Antonella Lualdi, Amedeo Nazzari és Franco Interlenghi partnereként. Román, olasz és nyugatnémet összefogással készült – és az előző alkotáshoz hasonlóan szintén az ókorban játszódik – a Harc Rómáért című nagyszabású, kétrészes kalandfilm, melynek hivatalos rendezője ugyan Robert Siodmak volt, ám a rendezői munkából a magyar származású Andrew Marton (a Ben-Hur klasszikus szekérversenyének rendezője) és a korszak egyik legsikeresebb román alkotója, Sergiu Nicolaescu is kivette a részét. A főszerepeket olyan ismert sztárok játszották, mint Orson Welles, Laurence Harvey, Sylva Koscina, Harriet Andersson és Honor Blackman. A Felszabadítás (1969) Jurij Ozerov monumentális filmvállalkozása volt, melyet Magyarországon öt részben mutattak be a mozik. A szovjet–keletnémet–lengyel–olasz koprodukcióban készült film érthető módon szovjet szemszögből mutatta be a második világháború keleti frontján lezajlott eseményeket a keleti blokk olyan népszerű művészeinek közreműködésével, mint például Nyikolaj Oljalin, Larisza Golubkina, Szergej Nyikonyenko, Mihail Uljanov, Vaszilij Suksin, Jan Englert, Barbara Brylska és Daniel Olbrychski. Florin Piersic Otto Skorzeny szerepét alakította.
A betyárfilmjeiről ismert Dinu Cocea Piersicet kérte fel A betyárkapitány (1970) című alkotása főszerepére. A bátor és a nőkkel szemben mindig gálánsan viselkedő Anghel története oly nagy sikert aratott, hogy rövid időn belül két folytatás (Ralu hercegnő hozománya, A betyárkapitány kincse), sőt egy húszrészes tévésorozat is készült hozzá, az utóbbi francia közreműködéssel. A főhős kedvesét, a féltékeny természetű Anicát a korszak egyik legszebb román színésznője, Marga Barbu – a trilógia egyik forgatókönyvírója, Eugen Barbu felesége – alakította. Piersic további filmjei közül A különös ügynök (1974), A fiatalság elixírje (1975) és a Lángoló sivatag (1976) ugyancsak eljutott a magyar mozikba. Az első film egy tipikus „szocialista kémhistória”, melyben a női főszerepet Violeta Andrei játszotta. A második alkotás lényegében egy sci-fi, Piersic egyik partnernője akkori felesége, Széles Anna volt. A harmadik produkció olasz–román vállalkozásban készült, a rendezői székben ismét Mircea Drăgan ült. A cselekmény a reklámszlogen szerint: „7 férfi küzdelme az évszázad tüzével szemben”. Piersic későbbi filmjeit a magyar közönség vagy nem láthatta, vagy az évek folyamán elfeledkezett róluk. A művész az 1980-as évek végén bő 15 évre eltűnt a mozivászonról. Az új évezredben újra láthatta őt hazája közönsége fia, a szintén színész ifj. Florin Piersic első két filmrendezésében (Fix Alert, Eminescu versus Eminem).

## Magánélet
Florin Piersic háromszor nősült, mindegyik felesége színésznő volt. Tatiana Iekellel kötött házassága 1962-től 1974-ig tartott, ebből a kapcsolatból született első fia, ifj. Florin Piersic (*1968).
1975-ben Széles Anna kolozsvári magyar színésznővel házasodott össze, akitől megszületett második fia, Daniel. Válásukat – melyre 10 évvel házasságkötésük után került sor – a színésznő későbbi nyilatkozata szerint a feleség kezdeményezte, aki 1989-ben fiával együtt Magyarországra települt át. Az 1980-as években az a szóbeszéd terjedt el Erdélyben, hogy Széles Annára szemet vetett a román diktátor kicsapongó természetű fia, Nicu Ceaușescu, aki egy szórakozóhelyen inzultálta is a színésznőt. A jelen lévő Piersic állítólag felesége védelmére kelt, mire Nicu kísérői alaposan helybenhagyták a filmsztárt. Széles Anna minden alapot nélkülöző legendának minősítette ezt a hírt, és határozottan cáfolta, hogy bármi köze lett volna Nicu Ceaușescuhoz. 
Piersic 1993-ban nősült újra, harmadik felesége Török Anna lett. Az asszony 2006-ban így nyilatkozott férjéről: „Hiába hetvenéves, Florin egy nagyra nőtt gyerek. Az volt húsz évvel ezelőtt is, amikor megismertem, az lesz majd a mennyben is.” Török Anna elmondta azt is, hogy Florin nem hiúságból, ráncai eltakarására visel állandóan fehér sálat, hanem édesanyja emlékére, aki annak idején fehér sálak kötögetésével próbálta eltartani a családját. A bohém természetű színész nemcsak a filmvásznon, hanem a magánéletben is gáláns ember: állítólag volt feleségeiről is csak jókat hajlandó mondani, és a közönsége iránti tiszteletből mindig ragaszkodik ahhoz, hogy fellépései előtt maga mossa ki elmaradhatatlan fehér sálját, fekete ingét és piros díszzsebkendőjét.

## Ismertebb filmjei
- 1958 A Bărăgan tövisei (Ciulinii Bărăganului)
- 1959 Királylány a nyereségem (O poveste obișnuită… o poveste ca în basme)
- 1960 Aproape de soare
- 1960 Flăcăul și focul
- 1961 Elloptak egy bombát (S-a furat o bombă)
- 1961 Drum nou / Lada cu zestre
- 1963 A Hold felé (Pași spre lună)
- 1965 Vérrel megpecsételve (Neamul Șoimăreștilor)
- 1965 Mese a fehér mórról (De-aș fi… Harap-Alb)
- 1965 Răscoala
- 1966 Hét katona meg egy lány (Sept hommes et une garce)
- 1967 Veszélyben az alagút! (Tunelul)
- 1968 Bolondos vakáció
- 1968 Trajanus oszlopa (Columna)
- 1968 Harc Rómáért – I. rész (Kampf um Rom I)
- 1969 Harc Rómáért – II. rész[5] (Kampf um Rom II – Der Verrat)
- 1969 Felszabadítás (Освобождение)
- 1970 Mihai Viteazul
- 1970 A betyárkapitány (Haiducii lui Șaptecai)
- 1970 Ralu hercegnő hozománya (Zestrea Domniței Ralu)
- 1971 A betyárkapitány kincse (Săptămîna nebunilor)
- 1972 Ejtőernyősök (Parașutiștii)
- 1972 Aventuri la Marea Neagră
- 1972 La Révolte des Haîdouks (tévésorozat)
- 1973 Nyestfiak (Frații Jderi)
- 1973 Robbanás (Explozia)
- 1974 Ștefan cel Mare - Vaslui 1475
- 1974 Un August în flăcări
- 1974 A különös ügynök (Agentul straniu)
- 1975 A fiatalság elixírje (Elixirul tinereții)
- 1975 Comoara din Carpați
- 1976 Roșcovanul
- 1976 A szegények kapitánya (Pintea)
- 1976 Lángoló sivatag (Cuibul salamandrelor)
- 1976 Instanța amînă pronunțarea
- 1976 Tufă de Veneția
- 1977 Regăsire
- 1977 Eu, tu și Ovidiu
- 1977 Războiul de Independență
- 1979 Ultima frontieră a morții
- 1979 Máglya és láng (Rug și flacară)
- 1980 Visul unei nopti de iarnă (tévéfilm)
- 1980 Rețeaua S
- 1980 A csontok útja (Drumul oaselor)
- 1982 Sárga Rózsa (Trandafirul galben)
- 1983 A Sárga Rózsa visszatér (Misterele Bucureștilor)
- 1983 O lebădă iarna
- 1983 Galax, omul păpușă
- 1984 Rămășagul
- 1985 Racolarea
- 1985 Masca de argint
- 1985 Türkiz nyakék (Colierul de turcoaze)
- 1986 Totul se plătește
- 1987 În fiecare zi mi-e dor de tine
- 2003 Donau, Duna, Dunaj, Dunav, Dunarea
- 2005 Fix Alert
- 2005 Eminescu versus Eminem
- 2005 Lacrimi de iubire (tévésorozat)